# Theater an der Parkaue
Le Theater an der Parkaue – Junges Staatstheater Berlin est l'un des plus importants théâtres allemands pour jeune public. Le théâtre est abrité par un bâtiment construit au début du vingtième siècle, et il fut fondé en 1948 sur ordre de l'administration militaire soviétique en Allemagne, l'autre partie du bâtiment ayant été le palais des pionniers. L'ensemble du lieu est sous protection du patrimoine culturel.

## Histoire
La construction de l'immeuble en forme de U eut lieu pendant les années 1910 et 1911, et il accueillit ensuite un gymnasium.  Le 1er janvier 1934, à la suite de la  loi allemande des pleins pouvoirs de 1933 et dans le cadre de la Gleichschaltung, les nazis baptisèrent l'école du nom du ministre de l'éducation du peuple et de la propagande, Joseph Goebbels.
Le 30 juin 1965, l'administration soviétique en Allemagne a converti le bâtiment en lieu culturel, et c'est un ancien étudiant du Bauhaus, Waldemar Alder, ainsi que son partenaire, Waldemar Heinrichs, qui se chargèrent de la conversion. Le mobilier intérieur fut fourni par la Deutsche Werkstätten Hellerau.
Après son achèvement en 1949, l'ancienne école est devenue la Maison des enfants, rattachée à la Maison de la culture de l'Union soviétique. Sur la base de l'ordonnance 65, des locaux furent préparés pour des cours de musique, de chant choral, de danse traditionnelle, de ballet, de théâtre, de langues, d'histoire, d'histoire naturelle, de photographie et d'artisanat. Le dernier étage a été converti en un petit observatoire astronomique. On y donnait des ateliers de menuiserie, de métallurgie et d'électrotechnique, ainsi que de peinture, de sculpture et de céramique. Il y avait aussi une bibliothèque, une salle de lecture, un cinéma et un théâtre.
Le 25 mai 1950, le bâtiment fut remis à la République démocratique allemande, qui avait été créée le 7 octobre 1949 par le Parti socialiste unifié d'Allemagne. Il prit d'abord le nom de Maison centrale des jeunes pionniers, membre de l'Organisation des pionniers Ernst Thälmann, puis, à la suite d'une visite à Berlin-Est du cosmonaute Guerman Titov, qui avait réalisé le deuxième vol orbital de l'ère spatiale, l'édifice reçut le nom de Maison des jeunes pionniers Guerman Titov.
En 1980, la municipalité de Berlin offrit à la Maison un ancien avion soviétique.
La Maison des jeunes pionniers employait près de 40 éducateurs à temps plein et accueillait prés d'une centaine de bénévoles. En moyenne, elle recevait 360 000 personnes par an.
L'aile sud devint un théâtre pour enfants dès 1950 et reçut le nom de Théâtre de l'Amitié.
Son premier directeur fut Hans Rodenberg (de). Son épouse, Ilse Rodenberg dirigea le lieu de 1958 à 1974. Après la réunification allemande, le théâtre prit le nom de carrousel Theater an der Parkaue, puis Theater an der Parkaue depuis 2005
Pour la saison 2021/2022, la direction sera assurée par Christina Schulz et Alexander Riemenschneider

La Maison centrale des jeunes pionniers
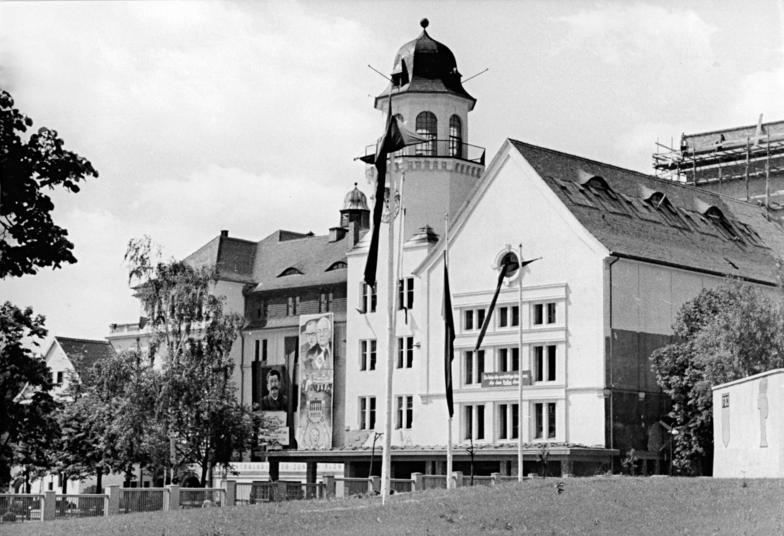
La Maison centrale des jeunes pionniers, vers 1950
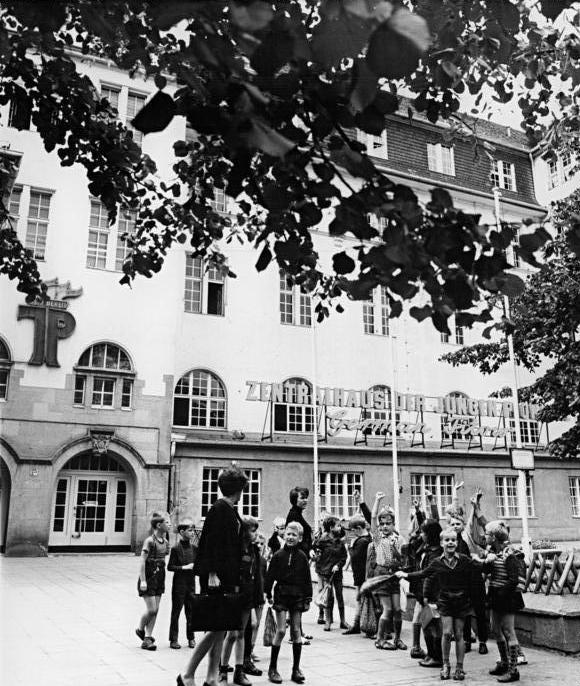
En 1969
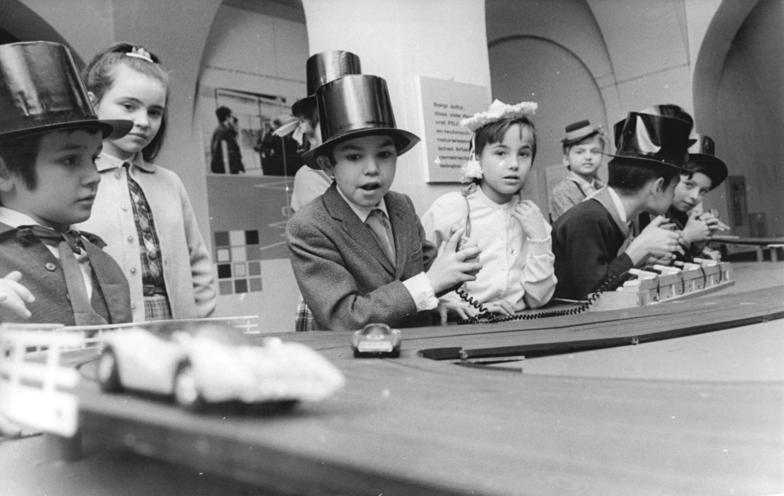
En 1971

Le Théâtre de l'Amitié
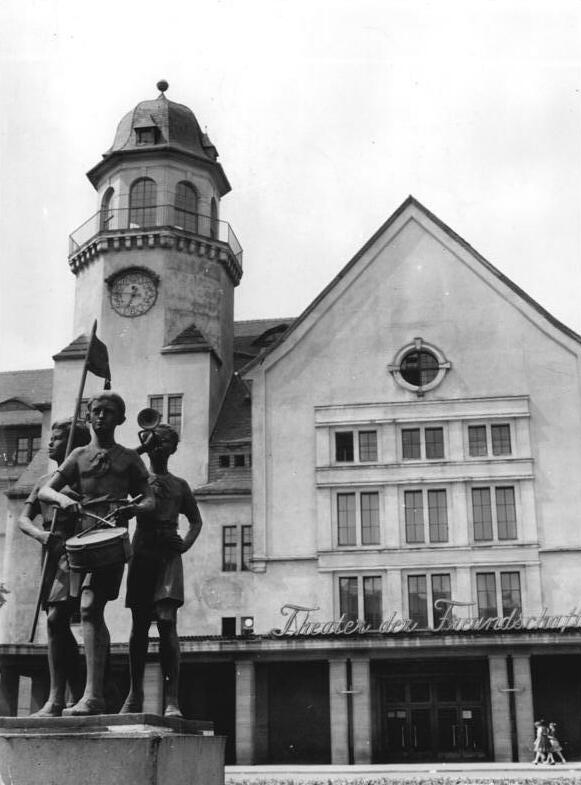
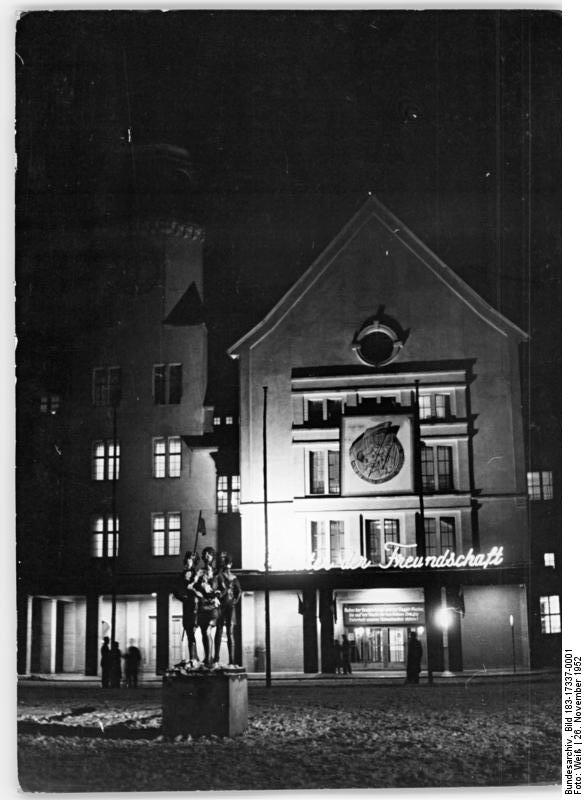
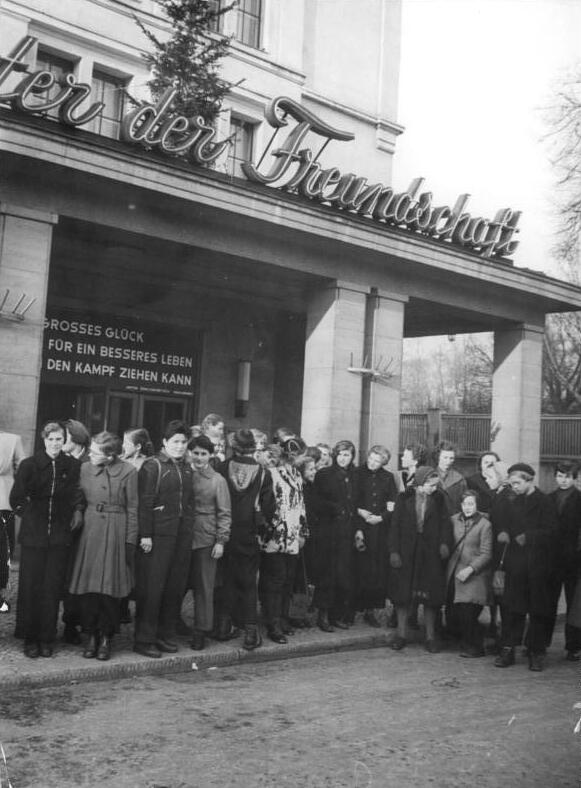
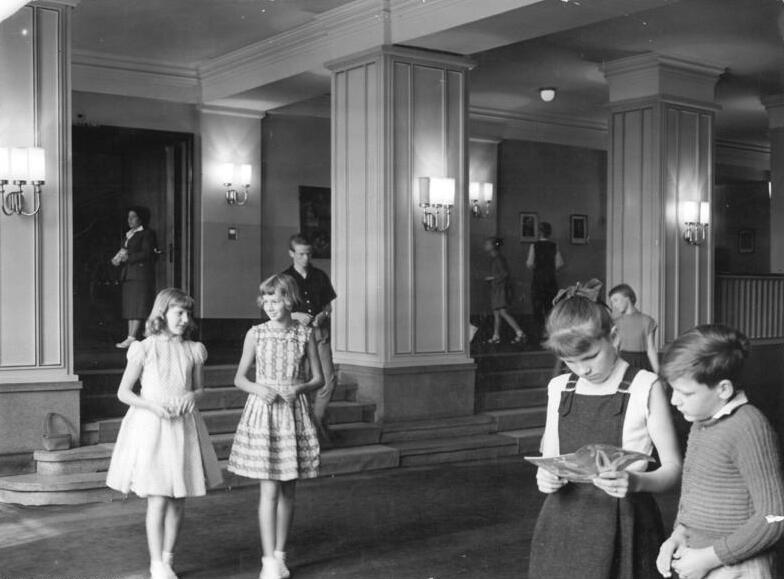
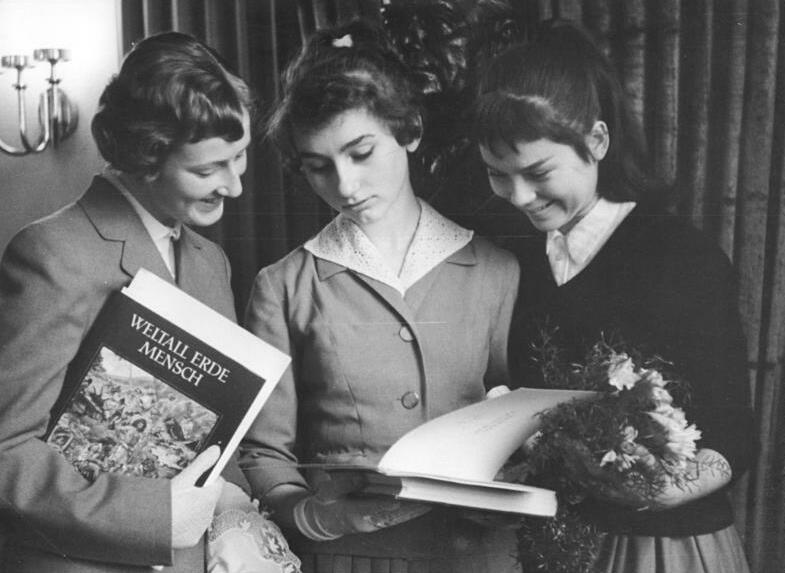
Jeunes feuilletant Weltall Erde Mensch.
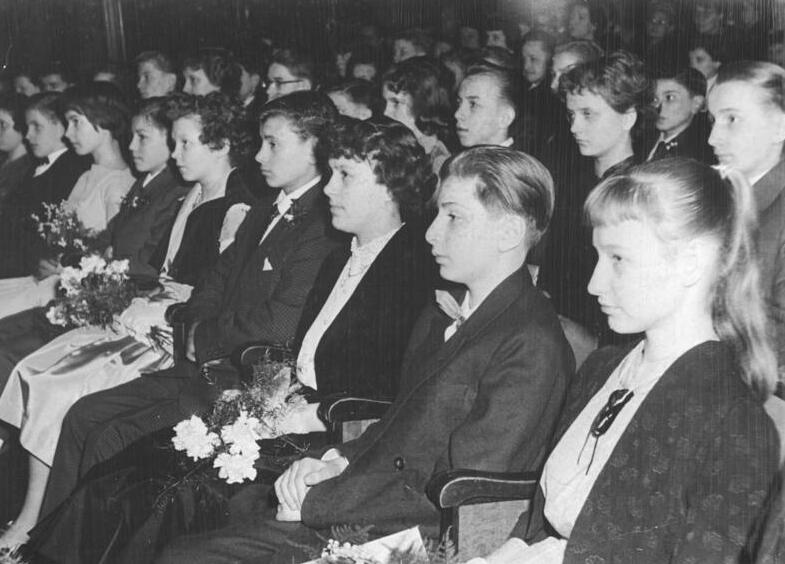
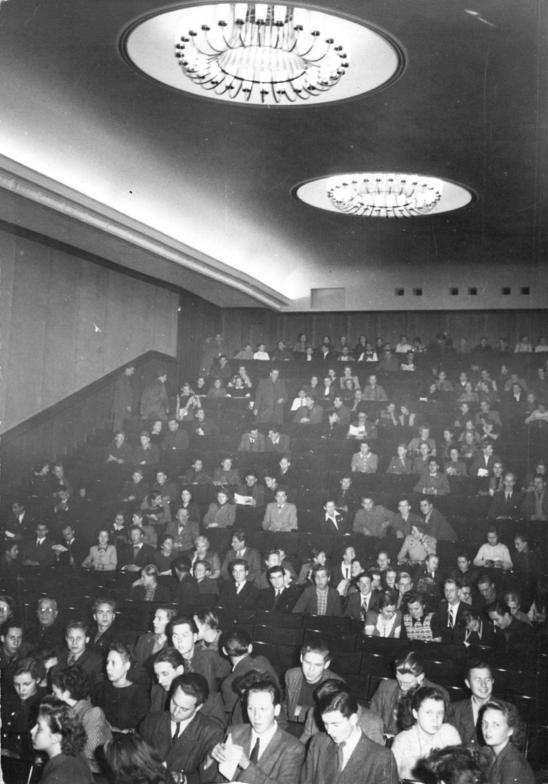

Theater an der Parkaue
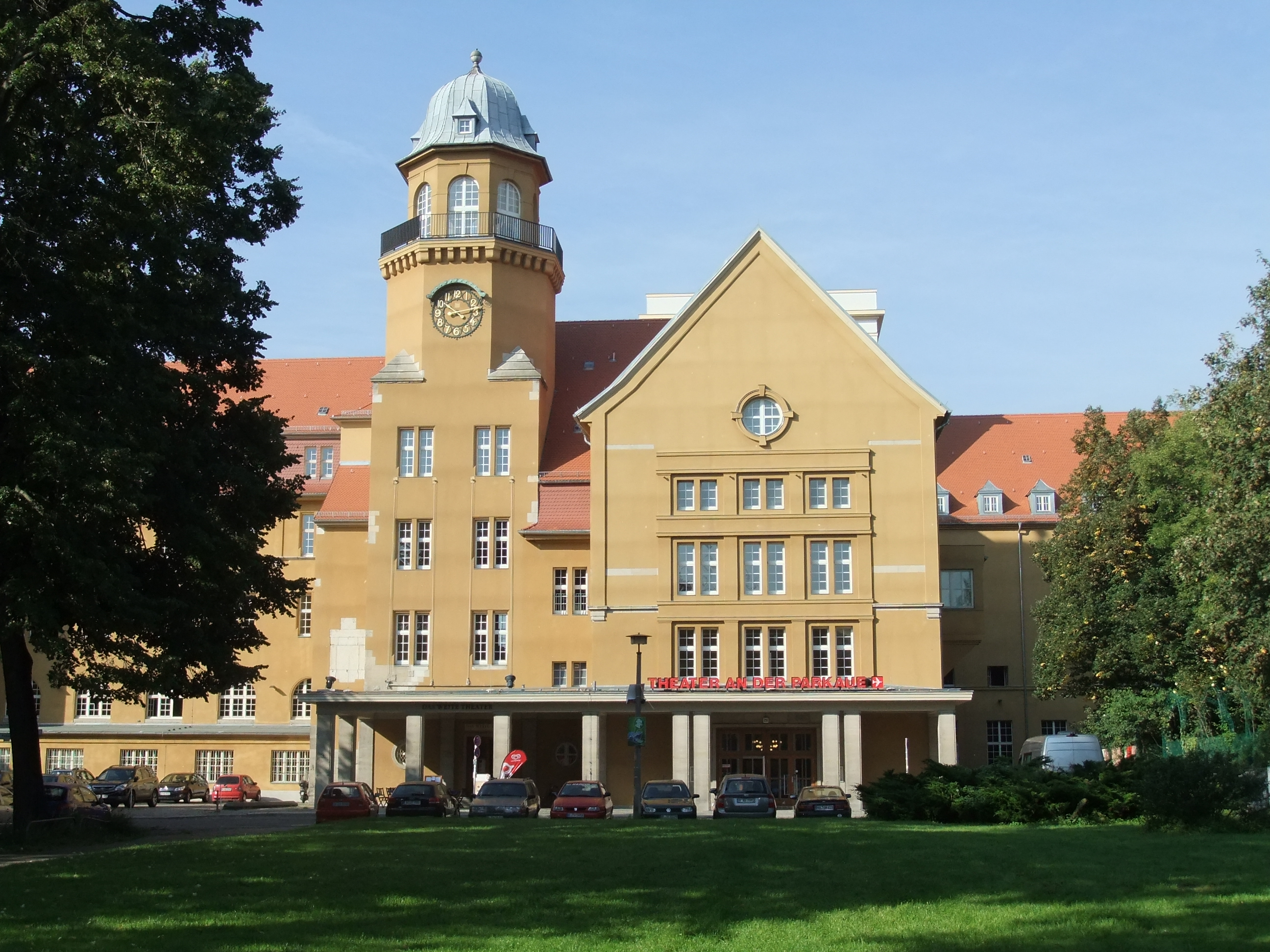
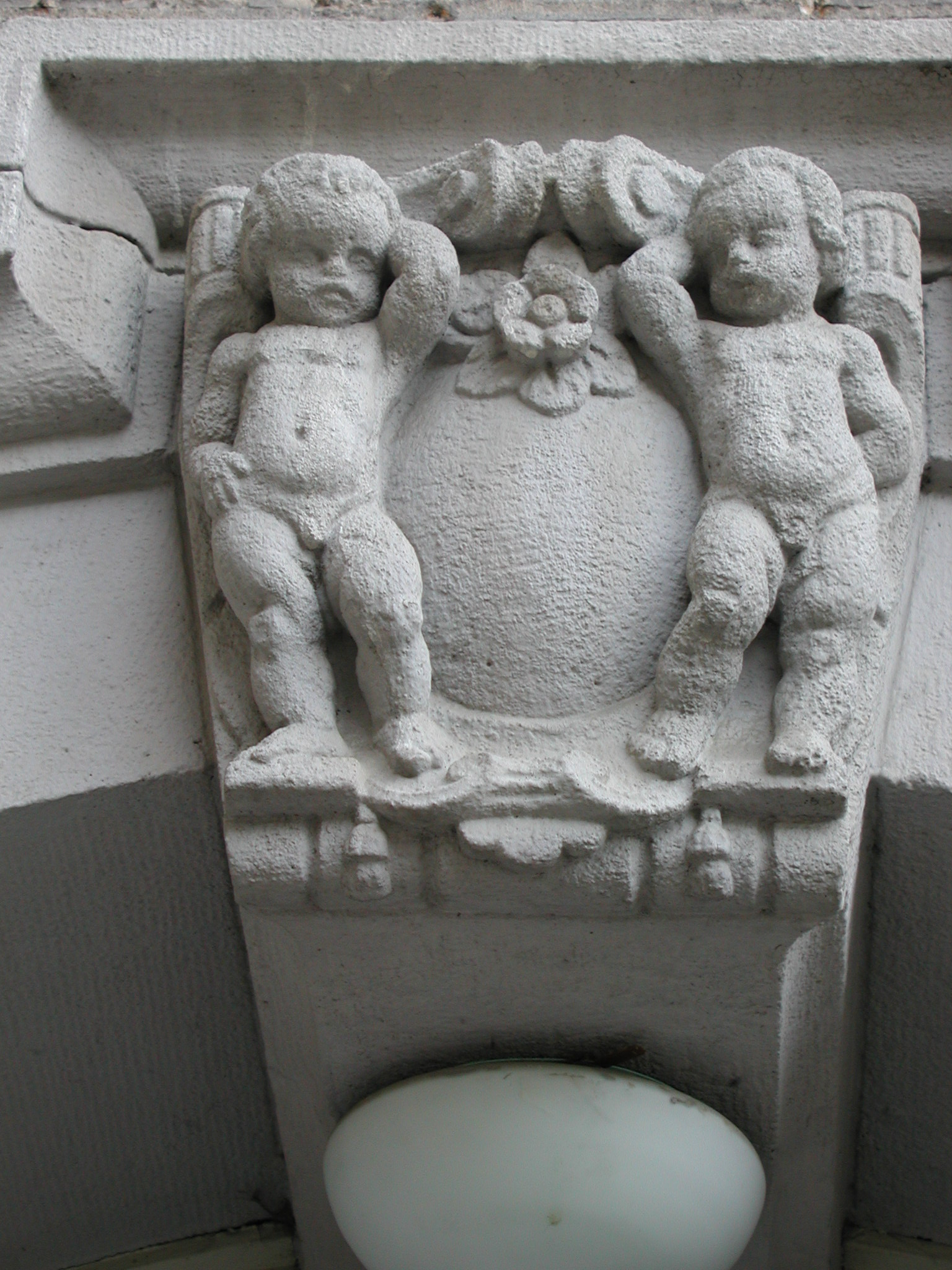
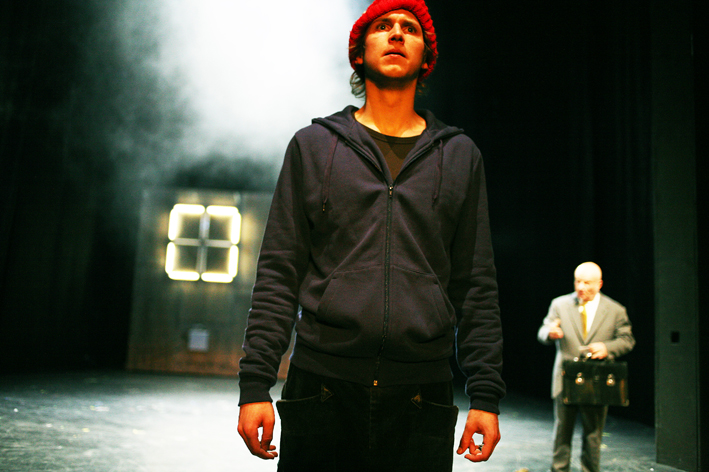
Thimm Thaler ou le rire acheté, de Grażyna Kania (de), Theater an der Parkaue, 2016.
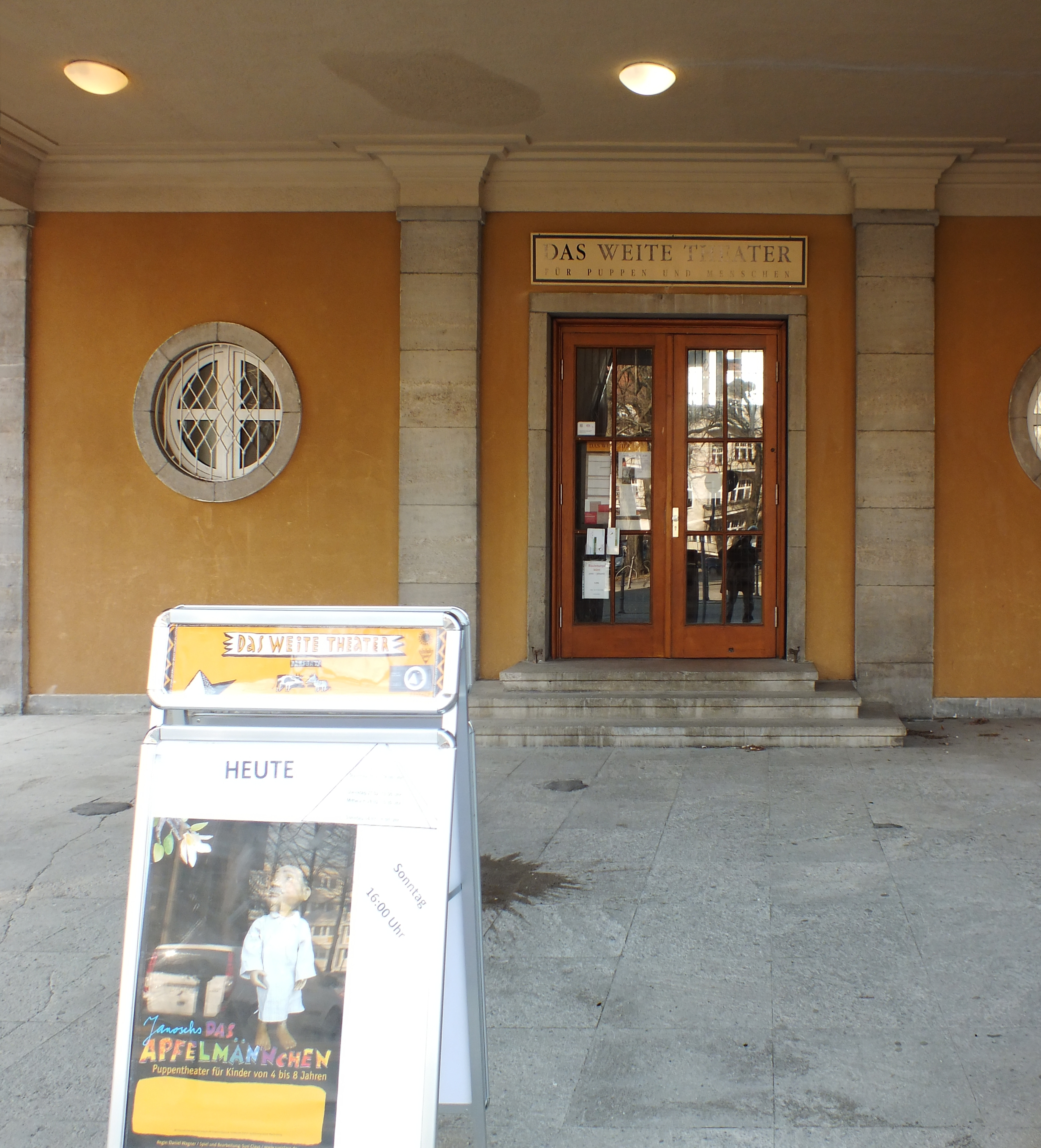
Das Weite Theater (de)